# Luxemburgia speciosa
Luxemburgia speciosa är en tvåhjärtbladig växtart som beskrevs av A. St.-hil.. Luxemburgia speciosa ingår i släktet Luxemburgia och familjen Ochnaceae. Inga underarter finns listade i Catalogue of Life.